# Arbetarposten

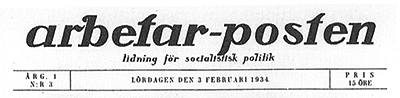
Arbetarposten

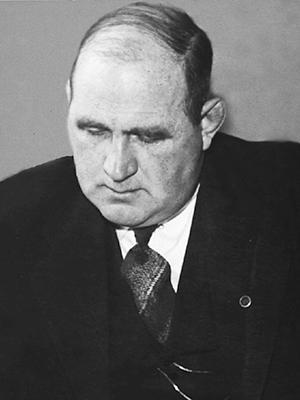
Albin Ström.

Arbetarposten var en svensk socialistisk tidning som utkom i Göteborg 1934-1960. 
Tidningen var till en början knuten till Socialistiska partiet och startades av Albin Ström. Han blev efter en politisk strid inom Göteborgs arbetarekommun utesluten ur Socialdemokraterna. En anledning var att hans tidning Arbetarposten den 20 januari 1934 utkommit med sitt första nummer och därmed konkurrerade med partiorganet Ny Tid.
Torsten Henrikson följde Ström ur socialdemokratin och blev Arbetarpostens första redaktör. Man beräknar att upplagan under hans redaktörstid var omkring 1 500 exemplar och utgivningen två nummer per vecka. Henrikson avgick 1937 som redaktör, då han tillsammans med Karl Kilbom återvände till socialdemokratin. Med splittringen krympte tidningens upplaga och utgivningen blev ett nummer per vecka. Då Ström själv övertog redaktörskapet 1939 var upplagan under 1 000 exemplar. Eftersom Socialistiska partiet under Nils Flyg utvecklade sig i nazistisk riktning, bildade Ström 1940 Vänstersocialistiska partiet och då följde även Arbetarposten med. 
Tidningen var en av dem som under andra världskriget utsattes hårdast av inskränkningar i tryckfriheten. Den konfiskerades 24 gånger utan åtal, medan två konfiskationer ledde till åtal och fängelsestraff i två respektive tre månader för den ansvarige utgivaren Ström. 
Efter kriget ökade upplagan något och torde periodvis ha uppgått till 1 500 exemplar. Spridningen var Göteborgsområdet och i någon mån även kring Borås. Trots sin litenhet hade Arbetarposten ovanligt mycket annonser, vilket kan ha bidragit till att den lades ned först i november 1960.